# Lollapalooza
Lollapalooza — ежегодный музыкальный международный фестиваль, проводимый в Чикаго (США), демонстрирующий альтернативные, хэви-метал, хип-хоп и панк-рок-группы, танцевальные и комедийные шоу, а также мастерство ремесленников. Кроме того, он предоставляет площадку для некоммерческих организаций и политизированных объединений.
Фестиваль был придуман и создан Перри Фарреллом в 1991 году, в качестве прощального тура для его группы Jane’s Addiction. Тем не менее, после этого Lollapalooza стала проводиться ежегодно до 1997 года и была возрождена в 2003 году. С момента своего создания и по нынешнее время, фестиваль проходит на территории Северной Америки. В 2004 году организаторы фестиваля решили расширить его продолжительность до двух дней, но плохие продажи билетов вынудили отказаться от этой идеи. В 2005 году Фаррелл и агентство Уильяма Морриса заключили партнёрство с компанией Capital Sports Entertainment (теперь называется C3 Presents, базируется в г. Остин, штат Техас) и переделали Lollapalooza в мероприятие проходящее во время двух выходных дней в чикагском Грант-парке (текущий формат). В 2011 году компания Geo Events презентовала бразильскую версию мероприятия, которая проходила в Jockey Club в Сан-Паулу — 7 и 8 апреля 2012 года.
К началу 2024 года фестиваль проходит на 8-и мировых площадках - помимо Чикаго фестиваль принимают Берлин, Сан-Паулу, Буэнос-Айрес, Сантьяго, Стокгольм, Париж и Мумбаи.
За время своего существования, на сцене фестиваля выступали разнообразные музыкальные коллективы, благодаря своему успеху он помог раскрыть и популяризировать многие альтернативные рок-группы, такие как: Pearl Jam,Ministry, Rage Against The Machine, Nine Inch Nails, Jane's Addiction, Soundgarden, Smashing Pumpkins, Alice In Chains, Tool, Red Hot Chili Peppers, Hole, 30 Seconds To Mars, The Strokes, The Killers, M83 и Green Day. В 2020 году первый концертный тур Lollapalooza был признан журналом Spin «Лучшим концертом за последние 35 лет».

## Этимология
Слово Lollapalooza происходит от американского фразеологизма конца девятнадцатого/начала двадцатого века, означающего «что-то необычайно впечатляющее; а также, яркий пример», иногда пишется и произносится как «lollapalootza» или «lalapaloosa». Во время Второй мировой войны некоторые солдаты США на Тихоокеанском фронте использовали его как тайный пароль словесной проверки людей, шпионов или незнакомцев, на том основании, что в японском языке звука [l] не существует (поэтому японцы произносят [l] как [r]). Так как это было исконно американское выражение, даже достаточно хорошо ориентирующиеся в американском варианте английского языка иностранные лица, могут ошибиться с произношением или не знать это выражение, тем самым выдав себя.
Когда Фаррел придумывал название для фестиваля, ему приглянулось это благозвучное, теперь уже устаревшее, слово, подсмотренное им в короткометражном фильме «Три балбеса» (англ. The Three Stooges). Термин также означает большой леденец на палочке, изображение которого обрамляет оригинальную эмблему фестиваля.

## История

### Создание

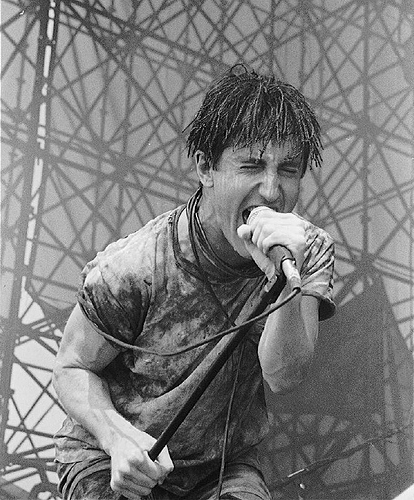
Фронтмен Nine Inch Nails Трент Резнор на первой «Лоллапалузе»

Вдохновлённый промоутером Биллом Грэмом, Перри Фаррелл, совместно с Тедом Гарднером (англ. Ted Gardener), Марком Гейгером (англ. Marc Geiger) и Доном Мюллером (англ. Don Muller), придумал фестиваль в 1990 году, в качестве прощального тура для своей группы Jane's Addiction. В отличие от прошлых фестивалей, таких как Вудсток, A Gathering of the Tribes или US Festival, которые были единовременными мероприятиями, проводимыми в одном месте, Lollapalooza представлял собой гастролирующий фестиваль, который перемещался по городам Соединённых Штатов и Канады.
Список групп первого фестиваля состоял из исполнителей различных жанров, начиная от пост-панк-группы Siouxsie and the Banshees (была хэдлайнером) и рэпера Ice-T, и заканчивая индастриал-рок-группой Nine Inch Nails. Ещё одной ключевой концепцией Lollapalooza стало включение немузыкальных перформансов. Так, концепцию традиционного рок-шоу разбавляли исполнители, вроде Jim Rose Circus Side Show (фрик-шоу) и монахи шаолинь. На фестивале также находились крытые шатры для демонстрации произведений искусства, компьютерных игр, а также стенды политических и экологических некоммерческих организаций, продвигающих контр-культурную и политизированную повестку.

### Успех и спад
Именно на Lollapalooza Фаррелл ввёл термин «Альтернативная нация». Бум альтернативного рока в начале 1990-х годов работал на продвижение фестиваля среди широкой публики; следующие два фестиваля (1992 и 1993 годов) базировались на выступлениях гранж и альтернативных рок-групп, а ещё, как правило, демонстрировали рэп-музыкантов. Частью канона шоу стали такие элементы как слэм и крауд-сёрфинг. В первые годы фестиваля произошёл значительный рост увлечения и задействования участников мероприятия в ораторском искусстве у ь. н. свободного микрофона, посещение тату- и пирсинг-салонов.
После 1991 года фестиваль проходил на двух сценах (а в 1996 году — на трёх), на второй сцене выступали многообещающие новички или местные коллективы.
Среди основных жалоб посетителей фестиваля были: высокие цены на билеты, а также высокие цены на еду и напитки. Когда фестиваль проходил в DTE Energy Music Theatre в городе Кларкстон (около Детройта), в 1992 году, произошёл акт вандализма, посетители концерта вырывали куски дёрна и травы и бросали их друг в друга и в музыкантов, в результате чего нанесли ущерб на десятки тысяч долларов.
Гранж-группа Nirvana должна была стать хэдлайнером фестиваля в 1994 году, но группа официально отказалась от участия 7 апреля 1994 года. На следующий день фронтмен группы Курт Кобейн был обнаружен мёртвым в своём доме в Сиэтле. Вдова Кобейна Кортни Лав неожиданно появилась на нескольких шоу фестиваля, в том числе на концерте в FDR парке в Филадельфии (как правило, ей уступал сцену фронтмен группы Smashing Pumpkins Билли Корган), она говорила с аудиторией по поводу утраты мужа и затем исполняла несколько песен. Фарелл сотрудничал с художником рок-постеров Джимом Эвансом (T.A.Z.), чтобы создать серию плакатов и полное графическое оформление для мероприятия 1994 года, в том числе две 70-футовые статуи Будды, расположенные параллельно главной сцене. В 1996 году Фаррелл, который был душой фестиваля, решил сосредоточить свою энергию на создании нового проекта, фестиваля ENIT, и не участвовал в подготовке очередного Lollapalooza. Многие поклонники усмотрели в приглашении группы Metallica выступить на фестивале 1996 года нарушение принципов фестиваля — участия «не мейнстримовых и андеграундных» музыкантов. Были предприняты усилия, чтобы фестиваль оставался более актуальным, включая более эклектичные решения, такие как приглашение суперзвезды кантри Вэйлона Дженнингса и акцентирование внимания на электронных группах, таких как The Prodigy. Однако к 1997 году концепция Lollapalooza изжила себя, а в 1998 году после неудачных попыток найти подходящего хэдлайнера фестиваль был отменён. Отмена фестиваля послужила ознаменованием снижения популярности альтернативного рока. В свете проблем с популярностью фестиваля в том же году журнал Spin отметил: «Сейчас Lollapalooza находится в таком же коматозном состоянии, как и альтернативный рок».

### Возрождение и перерождение
В 2003 году Фаррелл  возродил Jane's Addiction и назначил новый тур Lollapalooza. Фестивальный список включал выступления в 30 городах в течение июля и августа. Тур 2003 года пользовался небольшой популярностью, многие фанаты проигнорировали мероприятие, по-видимому из-за высоких цен на билеты. Ещё один тур был намечен на 2004 год, он должен был состоять из двух шоу в каждом городе. Однако он был отменён в июне из-за низких продаж билетов.
Фарелл заключил партнёрство с компанией Capital Sports & Entertainmen (теперь C3 Presents), которая является совладельцем и продюсером Austin City Limits Music Festival, чтобы возобновить Lollapalooza. CSE, Фаррел и агентство Уильяма Морриса, при участии компании Charles Attal Presents, возродили Lollapalooza в качестве двухдневного фестиваля в чикагском Грант-парке, с ещё более разнообразным составом исполнителей (70 исполнителей выступает на 5 сценах), тем самым отказавшись от концепции гастролирующего фестиваля. В целом, фестиваль был успешен и привлёк более 65 000 посетителей, несмотря на 40 градусов жары в воскресенье (2 человека были госпитализированы от теплового удара). 4—6 августа 2006 года фестиваль вновь провели в Чикаго. 25 октября 2006 года Управление парками Чикаго (англ. Chicago Park District) и компания Capital Sports & Entertainment заключили пятилетнюю сделку в размере 5 миллионов долларов, тем самым сохраняя фестиваль в Грант-парке до 2011 года. Lollapalooza проходил 3—5 августа, 1—3 августа в 2008 году и 7—9 августа в 2009 году. После успешного фестиваля 2008 года была подписана ещё одна сделка, согласно которой Lollapalooza останется в Чикаго до 2018 года, что гарантирует городу 13 миллионов долларов прибыли.